# Marc Foucan
Marc Foucan (né le 14 octobre 1971 à Ermont) est un athlète français spécialiste du 400 mètres.
Lors des Championnats du monde en salle de Maebashi, en 1999, Marc Foucan et ses coéquipiers de l'équipe de France Fred Mango, Emmanuel Front et Bruno Wavelet établissent un nouveau record de France du 4 × 400 mètres en salle avec le temps de 3 min 6 s 37, se classant sixième de la finale. En août 1999, il termine au pied du podium du relais 4 × 400 mètres des Championnats du monde de Séville après la disqualification de l'équipe américaine. 
Il remporte le titre de champion de France du 400 m en 1999, et s'adjuge par ailleurs quatre titres nationaux en salle.
En 2002, Marc Foucan remporte la médaille d'argent du relais 4 × 400 m des Championnats d'Europe en salle aux côtés de Laurent Claudel, Loïc Lerouge et Stéphane Diagana.
Ses records personnels en plein air sont de 20 s 79 sur 200 m et 45 s 31 sur 400 m (1999)

## Palmarès
| Année | Compétition                    | Lieu     | Place | Épreuve   |
| ----- | ------------------------------ | -------- | ----- | --------- |
| 1997  | Championnats du monde          | Athènes  | 5e    | 4 × 400 m |
| 1999  | Championnats du monde en salle | Maebashi | 6e    | 4 × 400 m |
| 1999  | Championnats du monde          | Séville  | 4e    | 4 × 400 m |
| 2000  | Jeux olympiques                | Sydney   | 4e    | 4 × 400 m |
| 2002  | Championnats d'Europe en salle | Vienne   | 6e    | 400 m     |
| 2002  | Championnats d'Europe en salle | Vienne   | 2e    | 4 × 400 m |

- Championnats de France d'athlétisme :
  - Plein air : champion de France du 400 m en 1999
  - Salle : champion de France du 200 m en 1995, 1998 et 1999 ; du 400 m en 2002.